# 音路太子堂
音路太子堂（おとろたいしどう）は、福島県郡山市富田町字音路にある、聖徳太子を祀る仏堂（太子堂）。毎年7月の祭で奉納される獅子舞が郡山市指定重要無形民俗文化財に指定されている他、鎌倉時代中期作と考えられる石造り六重塔、その他供養塔7基が郡山市指定重要文化財に指定されている。

## 歴史
1857年（安政4年）に書かれた「太子堂縁起」によると、平安時代中期に三十六歌仙の一人、源重之がこの地に立ち寄った際に聖徳太子像を彫り、祭ったのが起源とされている。
その後、戦国時代に戦火で焼失し、獅子舞も一度は途絶えるが、1643年（寛永20年）頃、快安和尚が焼けた太子堂を再建し、合わせて獅子舞を復活させたと伝わる。
1958年（昭和33年）、獅子舞が郡山市の重要無形民俗文化財に、また、石造層塔や石造塔婆が同市指定の重要文化財に指定された。

## 境内

### 太子堂
本尊の聖徳太子像が祀られている仏堂。祭の行われる毎年7月26日、27日には扉が開かれ、聖徳太子像を見学することができる。

### 石造層塔
石造りの六重塔。塔身が八角形という、珍しい形。
銘がなく、風化も激しく手法など詳しいことは不明だが、笠の軒口が厚く、垂直に切られている点などから鎌倉時代中期の作と考えられている。郡山市指定重要文化財。

### その他
境内に石造の塔婆が多数並んでおり、そのうちの7つが郡山市指定重要文化財に指定されている。

## 音路の獅子舞
「音路の三匹獅子舞」とも呼ばれる、太郎獅子、次郎獅子、花子獅子による三匹の獅子舞。平安時代頃、五穀豊穣、無病息災を祈願して始まったと伝わる。
演目は「頭をきる」「おそちぎり」「はやちぎり」「はなすい」「扇の舞」などで、毎年7月26日、27日（以前は旧暦の6月27日）に行われる太子堂の祭で、地元の小学生によって演じられる。

## アクセス
- JR東日本磐越西線郡山富田駅より徒歩10分
- JR東日本郡山駅5、6番バス乗り場より八山田循環で「音路」停留所下車、徒歩3分
- 東北自動車道郡山ICより郡山インター線経由で車で8分